# Ardisia dasyneura
Ardisia dasyneura är en viveväxtart som beskrevs av Carl Christian Mez. Ardisia dasyneura ingår i släktet Ardisia och familjen viveväxter. Inga underarter finns listade i Catalogue of Life.